# Hipocentro

El hipocentro (del gr. ὑπο, hypo, «debajo» y κέντρον kéntron, «centro»), foco de un terremoto o foco sísmico, es el punto interior de la Tierra donde se inicia un movimiento sísmico o terremoto.
El epicentro (del gr. epi, «encima, sobre») es la proyección del hipocentro sobre la superficie terrestre, la vertical del foco; que suele ser el lugar donde el sismo se siente con mayor intensidad. Como indican los correspondientes prefijos griegos, el hipocentro es un punto del interior de la litosfera, mientras que el epicentro está en la superficie de esta.